# Idaea rhipistis
Idaea rhipistis là một loài bướm đêm trong họ Geometridae.